# Hammarö (comuna)
Hammarö (em sueco: Hammarö kommun) é uma comuna da Suécia localizada no condado de Varmlândia. Sua capital é a cidade de Skoghall. Possui 59,4 quilômetros quadrados e segundo censo de 2018, havia 16 483 habitantes.